# Witali Sergejewitsch Anikejenko
Witali Sergejewitsch Anikejenko (russisch Виталий Сергеевич Аникеенко; * 2. Januar 1987 in Kiew, Ukrainische SSR; † 7. September 2011 in Tunoschna bei Jaroslawl) war ein russischer Eishockeyspieler. Er spielte zuletzt bei Lokomotive Jaroslawl aus der Kontinentalen Hockey-Liga.

## Karriere
Witali Anikejenko begann seine Karriere als Eishockeyspieler in seiner Heimatstadt in der Nachwuchsabteilung von Ldinka Kiew. Von dort aus wechselte er zu Lokomotive Jaroslawl, für dessen zweite Mannschaft er von 2002 bis 2007 in der drittklassigen Perwaja Liga aktiv war. Parallel kam der Verteidiger ab der Saison 2005/06 für Lokomotives Profimannschaft in der Superliga zum Einsatz. Zur Saison 2007/08 wechselte er zunächst innerhalb der Superliga zu Metallurg Nowokusnezk, kehrte jedoch bereits nach nur zehn absolvierten Spielen zu Lokomotive Jaroslawl zurück. Mit seiner Mannschaft wurde er am Saisonende Vizemeister. 
Ab der Saison 2008/09 stand Anikejenko für Lokomotive Jaroslawl in der neu gegründeten Kontinentalen Hockey-Liga auf dem Eis. Mit seiner Mannschaft unterlag er in der KHL-Premierenspielzeit erst im Playoff-Finale um den Gagarin Cup Ak Bars Kasan mit 3:4-Siegen in der Best-of-Seven-Serie. 
Am 7. September 2011 kam er bei einem Flugzeugabsturz bei Jaroslawl ums Leben.

### International
Für Russland nahm Anikejenko im Juniorenbereich an den U18-Junioren-Weltmeisterschaften 2003 und 2005 sowie an der U20-Junioren-Weltmeisterschaft 2007 teil. Bei der U18-WM 2003 gewann er mit seiner Mannschaft die Bronze-, bei der U20-WM 2007 die Silbermedaille. Bei Letzterer wies er zudem mit +6 die beste Plus/Minus-Bilanz aller Spieler auf.

## Erfolge und Auszeichnungen
- 2003 Bronzemedaille bei der U18-Junioren-Weltmeisterschaft
- 2007 Silbermedaille bei der U20-Junioren-Weltmeisterschaft
- 2007 Beste Plus/Minus-Bilanz der U20-Junioren-Weltmeisterschaft
- 2008 Russischer Vizemeister mit Lokomotive Jaroslawl
- 2009 Russischer Vizemeister mit Lokomotive Jaroslawl